# Albert Altenburg
Albert Altenburg (* 26. März 1894 in Schivelbein; † 30. Mai 1950 in Marburg an der Lahn) war ein deutscher Holzschnitzer und Architekt.

## Leben
Nach Berufsausbildung und Studium lebte Albert Altenburg in seiner Heimatstadt Schivelbein. Dort baute er südlich des Stadtparks Mitte der 1920er Jahre eine schlossartige und bautechnisch bemerkenswerte Villa. Über die Grenzen seines Heimatkreises hinaus wirkte er vor allem als Innenarchitekt – zusammen mit seiner Frau Luise, geborene von der Wehd, die er Ende der 1930er Jahre heiratete und die ebenfalls Innenarchitektin war.
Das Ehepaar Altenburg gestaltete u. a. die Inneneinrichtung des Sitzungssaales des früheren Landkreises Schivelbein und ebenso den großen Sitzungssaal im Kreishaus in Belgard. Besonders bekannt und beliebt waren Albert Altenburgs Holzbildhauerarbeiten.
Als Schivelbein am 4. März 1945 von Truppen der Roten Armee besetzt wurde, blieben die Altenburgs in der Stadt. Sie mussten den Polen bei der Instandsetzung der durch die kriegerischen Kampfhandlungen stark beschädigten Marienkirche helfen.
In den ersten Monaten des Jahres 1947 wurden sie nach schwerem Schicksal aus ihrer Heimatstadt vertrieben und fanden im hessischen Netra (Werra-Meißner-Kreis) eine erste Bleibe. Im Februar 1950 zogen sie nach Eschwege.
Albert Altenburg konnte krankheitshalber seine berufliche Tätigkeit nicht wieder aufnehmen. Einen Krankenhausaufenthalt überlebte er nicht. Seine Beisetzung fand in Braunschweig statt.
Luise von der Wehd-Altenburg ist später nach Köln und dann in die Niederlande verzogen.